# 캄보디아 주재 외국공관 목록

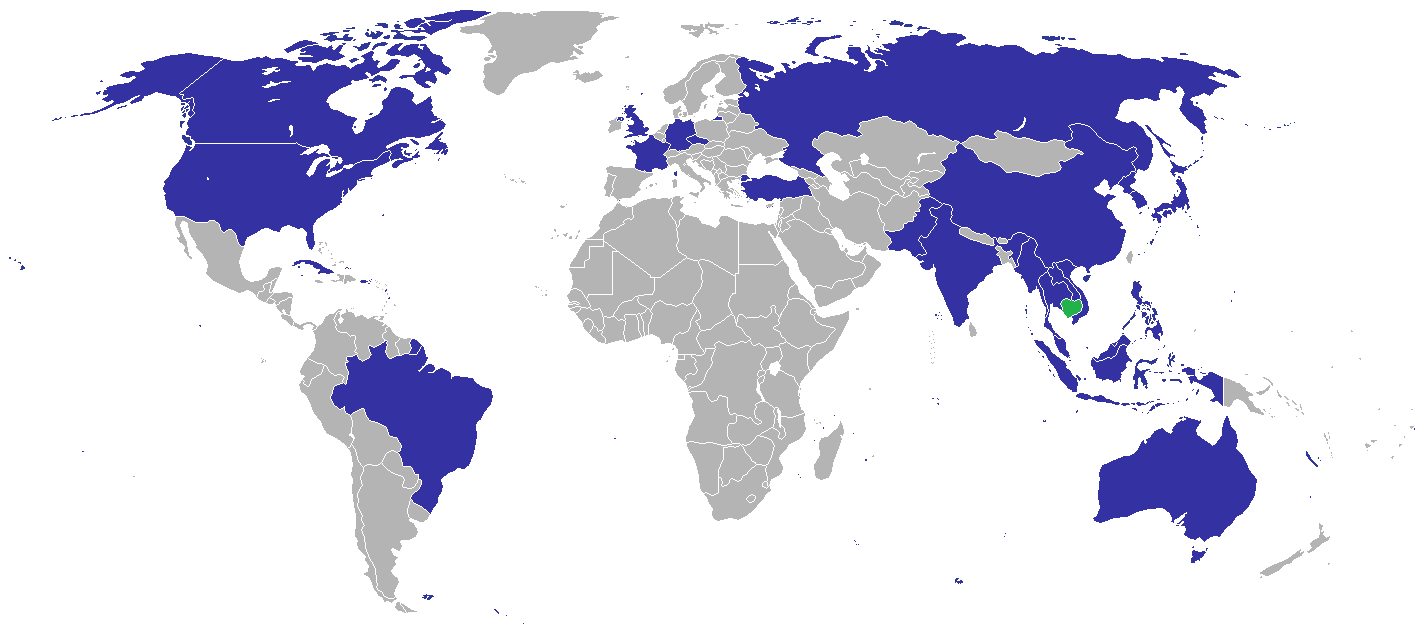
캄보디아에 상주하고 있는 외국공관들.

캄보디아 주재 외국공관 목록은 캄보디아에 주재하는 외국공관(대사관 및 영사관)과 함께 캄보디아와 외교 관계는 수립했으나, 캄보디아에 공관을 설치하지 않은 국가에 대해 다룬다.
현재 프놈펜에 대사관을 설치한 국가는 26개국이다.

## 대사관
프놈펜
| - 오스트레일리아 - 브루나이 - 불가리아 - 미얀마 - 중국 - 쿠바 - 프랑스 - 독일 - 인도 - 인도네시아 - 일본 - 조선민주주의인민공화국 - 대한민국 (대사관) | - 쿠웨이트 - 라오스 - 말레이시아 - 파키스탄 - 필리핀 - 러시아 - 싱가포르 - 스웨덴 - 태국 - 튀르키예 - 영국 - 미국 - 베트남 |

## 일반대표부
- 덴마크 (대표부 사무소)

## 영사관
- 베트남 : 바탐방, 시아누크빌

## 비상주공관
다음 국가들은 캄보디아와 외교 관계는 수립하였으나, 캄보디아에 대사관을 설치하지 않은 국가들이다. 옆에 병기한 지역에 설치된 공관에서 주 캄보디아 대사관을 겸임한다. 다만, 지역을 명시하지 않은 해당 도시는 방콕을 의미한다.
| - 알제리 (하노이) - 앙골라 (베이징시) - 아르헨티나 - 오스트리아 - 방글라데시 - 벨기에 - 베냉 (베이징) - 부탄 - 브라질 - 칠레 - 콜롬비아 (쿠알라룸푸르) - 크로아티아 (쿠알라룸푸르) - 체코 - 덴마크 - 이집트 - 핀란드 - 가나 (베이징) - 그리스 - 과테말라 (서울특별시) - 기니 (베이징) - 바티칸 시국 - 헝가리 (하노이) - 아이슬란드 (베이징) - 이란 (하노이) - 이라크 (하노이) - 아일랜드 (하노이) - 이스라엘 - 이탈리아 - 자메이카 (베이징) - 리비아 (하노이) - 마다가스카르 (베이징) - 말리 (베이징) | - 모리타니 (베이징) - 멕시코 - 몽골 (비엔티안) - 네팔 (양곤) - 네덜란드 - 뉴질랜드 - 나이지리아 (마닐라) - 노르웨이 - 파키스탄 - 팔레스타인 (하노이) - 파나마 (도쿄도) - 파라과이 (서울특별시) - 페루 (쿠알라룸푸르) - 폴란드 - 포르투갈 - 루마니아 - 세르비아 (자카르타) - 슬로바키아 - 남아프리카 공화국 - 르완다 (베이징) - 사우디아라비아 (하노이) - 스페인 - 스리랑카 - 수단 (베이징) - 스위스 - 에스와티니 (뉴욕) - 탄자니아 (쿠알라룸푸르) - 튀니지 (베이징) - 우크라이나 (하노이) - 아랍에미리트 - 예멘 (베이징) - 잠비아 (베이징) |

## 같이 보기
- 캄보디아의 재외공관 목록